# NGC 4607
NGC 4607 (другие обозначения — UGC 7843, MCG 2-32-176, ZWG 70.216, VCC 1868, IRAS12386+1209, PGC 42544) — спиральная галактика с перемычкой (SBb) в созвездии Девы.
В галактике наблюдается центральный рентгеновский источник. Учитывая, что галактика наблюдается в положении «с ребра», этот источник должен быть довольно ярким, чтобы его излучение наблюдалось даже после прохождения через газ в диске галактики. Его светимость оценивается в 6⋅1039 эрг/с. Эта галактика имеет активное ядро типа LINER. В ней наблюдается дефицит нейтрального водорода.
Этот объект входит в число перечисленных в оригинальной редакции «Нового общего каталога».